# Windows Mobile 6.1
Windows Mobile 6.1 — версия операционной системы для КПК и смартфонов Windows Mobile, представленная в апреле 2008 года на выставке CTIA Wireless 2008. Является преемником Windows Mobile 6.0 и предшественником Windows Mobile 6.5.

## Нововведения

Была добавлена функция замены стандартного дизайна на «карусельный»

Windows Mobile 6.1 является небольшим обновлением для платформы Windows Mobile 6 с различными улучшениями производительности.
Был изменён начальный экран (Today): его так называемые «плитки» с информацией могут расширяться при нажатии, однако такая функция доступна только в редакции Standard. Она не поддерживалась в редакции Professional.
Также было добавлено несколько других изменений, таких как потоковое SMS, полноэкранное масштабирование в Internet Explorer и функция «Domain Enroll», а также мобильная версия программы Microsoft OneNote и специальная программа «Начало работы (Getting Started)». Domain Enroll — это функция для подключения устройства к System Center Mobile Device Manager 2008, специальному продукту для управления мобильными устройствами.
Наиболее очевидным из других нововведений является то, что Standard (как и в предыдущих версиях) по-прежнему создает автоматические ссылки для телефонных номеров в Задачи (Tasks) и Назначения (Appoitments), что позволяет упростить управление сохраненными телефонными номерами. Эта функция также не поддерживается в версии Professional.